# Korea Południowa na Zimowych Igrzyskach Paraolimpijskich 2010
Reprezentacja Korei Południowej na Zimowe Igrzyska Paraolimpijskie 2010 liczyła 25 reprezentantów (3 w narciarstwie alpejskim, 2 w narciarstwie klasycznym, 1 w biathlonie, 15 w hokeju na lodzie na siedząco i 5 w curlingu).

## Medale
| Medal | Zawodnik         | Sport              | Wydarzenie                | Data |
| ----- | ---------------- | ------------------ | ------------------------- | ---- |
|       | Korea Południowa | Curling na wózkach | Turniej drużyn mieszanych | 20   |

| Medale według sportów | Medale według sportów | Medale według sportów | Medale według sportów | Medale według sportów |
| --------------------- | --------------------- | --------------------- | --------------------- | --------------------- |
| Sport                 | złoto                 | srebro                | brąz                  | suma                  |
| Curling na wózkach    | 0                     | 1                     | 0                     | 1                     |
| W sumie               | 0                     | 1                     | 0                     | 1                     |

## Kadra

### Narciarstwo alpejskie

#### Mężczyźni
- Han Sang-min - osoby na wózkach
- Lee Hwan-kyung - osoby na wózkach
- Park Jong-seork - osoby na wózkach

### Curling na wózkach
- Turniej drużyn mieszanych: 
  - Cho Yang-hyun
  - Kang Mi-suk
  - Kim Hak-sung
  - Kim Myung-jin
  - Park Kil-woo

### Biegi narciarskie

#### Mężczyźni
- Im Hak-su[2] - osoby na wózkach

#### Kobiety
- Seo Vo-ra-mi - osoby na wózkach

### Biathlon

#### Mężczyźni
- Im Hak-su[2] - osoby na wózkach

### Hokej na siedząco
- Turniej mężczyzn: 
  - Cho Byeong-seok
  - Cho Young-jae
  - Choi Hyuk-jun
  - Chung Young-hoon
  - Han Min-su
  - Jang Dong-shin
  - Jang Jong-ho
  - Jung Seung-hwan
  - Kim Dea-jung
  - Lee Hae-man
  - Lee Jong-kyung
  - Lee Yong-min
  - Park Sang-hyeon
  - Park Woo-chul
  - Sa Sung-keun